# Plante de service
En agriculture, une plante de service est une plante installée dans un agroécosystème pour profiter des services écosystémiques qu'elle fournit, mais qui n'est pas récoltée. Les services fournis comprennent la protection des sols contre l'érosion, la gestion des adventices, l'amélioration de la structure et de la fertilité des sols, le contrôle des ravageurs par l'hébergement d'auxiliaires de culture. Elles incluent l'utilisation des couverts végétaux ou des arbres en agroforesterie.